# 1970 en philosophie
Chronologie de la philosophie
- 1966
- 1967
- 1968
- 1969
- 1970
- 1971
- 1972
- 1973
- 1974

L’année 1970 a été marquée, en philosophie, par les événements suivants :

## Naissances
- Bernard Aspe, philosophe français.

## Décès
- 2 février : Bertrand Russell, philosophe britannique, né le 18 mai 1872, mort à 97 ans.
- 14 septembre : Rudolf Carnap, philosophe allemand naturalisé américain, né en 1891, mort à 79 ans.
- 16 décembre : Friedrich Pollock, économiste et philosophe allemand, né en 1894, mort à 76 ans.